# لو رو
لو رو (بالإنجليزية: Lou Roe) مواليد 14 يوليو 1972 في اتلانتيك سيتي، هو لاعب كرة سلة أمريكي سابق. بدأ مسيرته الاحترافية في سنة 1995. تم اختياره من قبل فريق ديترويت بيستونز خلال الدرافت. يبلغ طوله 6 قدم 7 بوصة (2.0 م). حقق المركز الثالث في ألعاب النوايا الحسنة 1994. اعتزل اللعب في 2012.

## المسيرة الاحترافية
لعب مع ديترويت بيستونز في موسم 1995–1996، ثم لعب مع غولدن ستايت ووريورز في موسم 1996–1997، ثم لعب مع بالونكيستو مالقا في الدوري الإسباني في موسم 1997–1998، ثم لعب مع بالاكانسترو كانتو في الدوري الإيطالي في موسم 1998–1999، ثم لعب مع خيخون لكرة السلة من سنة 2000 إلى 2002، ثم لعب مع أليكانتي من سنة 2002 إلى 2004، ثم لعب مع إشبيلية في الدوري الإسباني من سنة 2004 إلى 2006.

## روابط خارجية
- لو رو على موقع إن بي أي (الإنجليزية)
- لو رو على موقع سبورتس رفرنس (الإنجليزية)
- لو رو على موقع الدوري الإسباني لكرة السلة (الإسبانية)
- لو رو على موقع كرة السلة الأوروبية.كوم (الإنجليزية)
- لو رو على موقع كلية كرة السلة في سبورتس رفرنس.كوم (الإنجليزية)
- لو رو على موقع ريلجم (الإنجليزية)
- لو رو على موقع بروبوليرز (الإنجليزية)
- لو رو على موقع سبورتس رفرنس (الإنجليزية)